# Cathédrale du Saint-Sacrement d'Altoona
Cette  cathédrale n’est pas la seule cathédrale du Saint-Sacrement.
La cathédrale du Saint-Sacrement est une église catholique située à Altoona, en Pennsylvanie. Elle est l'église-mère du diocèse d'Altoona-Johnstown (en), érigé en 1901 par scission d'une partie du diocèse de Pittsburgh. Construit à partir de 1924, ce vaste édifice s'inspire des canons baroques et néoclassiques.

## Histoire
La première paroisse catholique (Saint-Jean) est ouverte en 1851, deux ans après que les premiers bâtiments d'Altoona furent sortis de terre. Important nœud ferroviaire, la petite cité voit le nombre de fidèles croître progressivement. L'importance de la communauté catholique détermine les autorités ecclésiastiques à ériger Altoona en diocèse en 1901. 
Pendant un peu plus de vingt ans, c'est la petite église Saint-Jean qui tient lieu de cathédrale, mais ses trop modestes dimensions font qu'un nouvel édifice ne tarde pas à être projeté. Saint-Jean est démolie en 1923 afin que le terrain puisse être préparé. Pendant ce temps, une salle de prière est aménagée sur la 12e avenue afin d'accueillir les offices pendant la durée des travaux. 
Le dessin des plans de la nouvelle cathédrale est confié à l'architecte George I. Lovatt Sr, originaire de Philadelphie. Le chantier démarre le 17 septembre 1924  et se poursuit (malgré une interruption en 1929) jusqu'en 1931. La cathédrale, toujours inachevée, est ouverte au public le 7 septembre 1931. Une collecte de fonds permet de reprendre les travaux à partir de 1959 et le 13 novembre 1960, Mgr Mc Cormick, évêque d'Altoona, peut prendre possession d'une cathédrale enfin achevée.

## Architecture
D'un point de vue architectural, la cathédrale d'Altoona est une synthèse des styles baroques et néoclassiques. Elle se distingue par sa façade monumentale, à deux niveaux, dotée d'un portique à six colonnes ioniques et d'un entablement portant l'inscription « Ecce tabernaculum Dei cum hominibus  » (Voici la demeure de Dieu parmi les hommes), surmonté d'une travée unique flanquée de deux ailerons et couronné d'un fronton triangulaire. Deux niches abritent une statue de saint John Neumann et une de sainte Elizabeth Ann Seton (respectivement premier Américain et première Américaine à avoir été canonisés). Les trois portes donnant accès au sanctuaire sont ornées de vitres gravées représentant Jésus célébrant la Cène (au centre) et les symboles des quatre évangélistes (à droite saint Matthieu et saint Luc, à gauche saint Marc et saint Jean).
L'intérieur est divisé en trois vaisseaux, couverts d'une voûte en plein cintre. La croisée du transept est surmontée d'un dôme inspiré de la Renaissance italienne. Des mosaïques aux tons sable et azur répondent aux symboles des quatre évangélistes. Une inscription court à la base du tambour : « Hoc est enim Corpus Meum. Hic est enim Calix Sanguinis Mei. Mysterium Fidei » (Ceci est mon Corps. Ceci est la Coupe de mon Sang. Mystère de la Foi). 
Les sept baies de l'abside abritent des vitraux aux tonalités vives (rubis, or, azur, topaze...) représentant de gauche à droite l'Annonciation, la Nativité, la Cène, la Crucifixion, la Résurrection, l'Ascension et le Couronnement de Marie.
Aménagée sous le chœur, la crypte abrite les tombeaux de quatre évêques d'Altoona.